# Kropidlak czerwony
Kropidlak czerwony Aspergillus ruber (Jos. König, Spieck. & W. Bremer) Thom & Church – gatunek grzybów z rodziny kropidlakowatych (Aspergillaceae). 

## Systematyka i nazewnictwo
Pozycja w klasyfikacji według Index Fungorum: Aspergillus, Aspergillaceae, Eurotiales, Eurotiomycetidae, Eurotiomycetes, Pezizomycotina, Ascomycota, Fungi.
Takson ten po raz pierwszy opisali Jos. König, Albert Spieckermann i Widar Bremer nadając mu nazwę Eurotium rubrum. Obecną, akceptowaną przez Index Fungorum nazwę nadali mu Charles Thom i Margaret Church w 1926 r.
Synonimy:
- Eurotium rubrum Jos. König, Spieck. & W. Bremer 1901
- Aspergillus rubrum (Jos. König, E. Spieckermann & W. Bremer) Thom & Church 1926
- Aspergillus sejunctus Bainier & Sartory 1911

## Morfologia i fizjologia
Kolonie na agarze z roztworem Czapka rosną w ograniczonym zakresie, około 1 do 2 cm. w ciągu 3 tygodni w temperaturze pokojowej (24–26 °C) stają się płaskie lub nieco uniesione, o barwie żółto-pomarańczowej, pomarańczowo-brązowej do czerwono-brązowej. Klejstotecja powstają  obficie, mają barwę od zielonego groszku do oliwkowo zielonej. W niektórych szczepach tworzą się obficie, w innych są nieliczne i słabo wykształcone. Rewers plech jest pomarańczowo-czerwony do bordowego. Kolonie na agarze z roztworem Czapka z 20% sacharozą rozprzestrzeniają się szybko i szeroko w sposób regularny lub nierównomierny, zwykle 6–7 cm w ciągu 2 tygodni w temperaturze pokojowej, zazwyczaj są zwarte, płaskie lub kłaczkowate, o grubości do kilku milimetrów,. Zazwyczaj mają barwę od żółto-pomarańczowej do czerwono-pomarańczowej, często przechodzącą w barwę żelazistą do angielskiej czerwieni. Klejstotecja bardzo obfite, powstające w gęstej warstwie na powierzchni agaru, rzadziej z grzybni powietrznej zbudowanej ze strzępek inkrustowanych pomarańczowo-czerwono lub czerwono. Klejstotecja zwykle wystające ponad grzybnię, blado szarozielone, mniej lub bardziej obfite i na ogół stłoczone w pobliżu środka lub rozrzucone nierównomiernie po całej kolonii. Rewers o barwie od pomarańczowoczerwonej do ciemno czerwonobrązowej. Kolonie mają  zapach lekko spleśniały. Główki konidialne na ogół obfite, liczne w zlokalizowanych obszarach lub rozproszone mniej więcej równomiernie w kolonii, jasno szarozielone, o średnicy 150–250 µm. Konidiofory gładkie, bezbarwne, o średnicy od 25 do 35 µm. Sterygmy o wymiarach 7 do 9 µm na 4 do 5 µm. Konidia eliptyczne, jajowate do półkulistych lub kuliste, o powierzchni gęsto kolczastej i średnicy od 5 do 7,5 µm. Klejstotecja bardzo liczne, o barwie od żółtej do pomarańczowoczerwonej, kuliste lub prawie kuliste, przeważnie o wymiarach 80 do 120 µm, choć sporadycznie do 140 µm średnicy. Worki o średnicy 12 do 15 µm. Askospory soczewkowate, 5,2 do 6,0 µm na 4,4 do 4,8 µm z bruzdą na ogół widoczną jako szerokie i płytkie zagłębienie wokół równika zarodników. Pokryte są niskimi i często niepozornymi grzbietami. Mają gładkie ściany z wyjątkiem drobnej chropowatości wzdłuż grzbietów równikowych. Kolonie na agarze M40Y rosną bujnie i osiągają średnice od 7 do 8 cm. w ciągu 10 dni do 2 tygodni. Grzybnia jest gładka lub o powierzchni nieco kłaczkowatej, głównie w odcieniach pomarańczowoczerwonych do ceglastoczerwonych, z obfitymi klejstotecjami, które dojrzewają wcześnie i często tworzą stosunkowo gęste kępy główek z konidiami, które wystają ponad mocno zabarwioną grzybnię. Rewers w odcieniach od ciemnopomarańczowego do czerwonobrązowego.